# Mina Shirakawa
Mina Shirakawa (白川未奈 Shirakawa Mina, nascida em 26 de dezembro de 1987) é uma lutadora profissional japonesa. Ela trabalha atualmente para a All Elite Wrestling (AEW) e Ring of Honor (ROH), sendo campeã interina do ROH Women's World Television Championship
Ela é mais conhecida por seu tempo na World Wonder Ring Stardom, onde foi ex-membro fundadora do grupo Cosmic Angels, líder do Club Venus e mais tarde co-líder ao lado de Maika, quando o grupo foi renomeado para Empress Nexus Venus até sua saída em abril de 2025. Ela foi duas vezes campeã do Artist of Stardom Championship, uma vez campeã do Wonder of Stardom Championship, uma vez campeã do Goddesses of Stardom Championship e uma vez campeã do Future of Stardom Championship.

## Início de vida
Shirakawa frequentou a Universidade Aoyama Gakuin, onde estudou a língua inglesa e Literatura Americana. Ela também trabalhou anteriormente como planejadora de casamentos.
Durante sua adolescência, Shirakawa desenvolveu seios grandes, o que, segundo ela, lhe deu confiança para "ser sexy" em sua vida adulta. Isso a levou a trabalhar como "gravure model" (modelo de glamour) no Japão por um tempo, quando tinha cerca de 20 anos, e também a adotar o nome artístico de "a Lutadora Gravure H-Cup" como parte de sua persona no wrestling. Shirakawa afirmou que foi inspirada por Jushin Thunder Liger para entrar no mundo da luta livre profissional.

## Carreira na luta livre profissional

### Circuito independente (2018–2020)
Shirakawa fez sua estreia no wrestling profissional aos 31 anos, no BBJ Muscle Ring em 5 de agosto de 2018, no primeiro evento da promoção Best Body Japan Pro-Wrestling, onde fez equipe com Shoko Nakajima em uma derrota para Reika Saiki e Hoshimi Muramatsu. Ela lutou em vários outros eventos da promoção, como o BBJ Muscle Ring 2 em 18 de outubro de 2018, onde perdeu para Cherry, e o BBJ Muscle Ring 3 em 26 de dezembro de 2018, onde perdeu para Misaki Ohata. Ela também participou de uma luta para o DDT Pro-Wrestling no Ryōgoku Peter Pan 2018, em 21 de outubro, onde fez equipe com Miyu Yamashita e Yuki Kamifuku, mas perdeu para Yuka Sakazaki, Mizuki e Shoko Nakajima em uma luta de trios. Shirakawa trabalhou na maioria de suas lutas para o Tokyo Joshi Pro Wrestling, sendo a primeira no segundo dia da TJP 5th Anniversary Shin-Kiba Tour, em 4 de novembro de 2018, onde fez equipe com Reika Saiki, mas perdeu para Maki Itoh e Shoko Nakajima. O CMLL e o Lady's Ring realizaram seu segundo show conjunto, o Numero Dos, onde o evento principal teve a representante do CMLL, Dalys la Caribeña, derrotando a representante do Lady's Ring, Mina Shirakawa, em uma luta melhor de duas quedas de três, para conquistar o reativado Campeonato Feminino do CMLL Japão em 22 de janeiro de 2020.

### New Japan Pro-Wrestling (2022, 2024)
Shirakawa fez sua estreia na New Japan Pro-Wrestling (NJPW) em 18 de outubro de 2022, no evento Rumble on 44th Street, fazendo equipe com Waka Tsukiyama em uma derrota para Kylie Rae e Tiara James.
Em 23 de fevereiro de 2024, na primeira noite do The New Beginning in Sapporo, Shirakawa retornou a NJPW, desafiando Mayu Iwatani pelo Campeonato Feminino IWGP, mas sem sucesso.

### Ring of Honor (2024–presente)
Shirakawa fez sua estreia na Ring of Honor (ROH) no episódio de 21 de março de 2024 do Ring of Honor Wrestling, em uma vitória contra Anna Jay.

### All Elite Wrestling (2024–presente)
Shirakawa fez sua estreia na All Elite Wrestling (AEW) no episódio de 11 de abril de 2024 do Dynamite, salvando Mariah May após ela ser atacada por Anna Jay. Em seguida, as duas compartilharam um beijo e champanhe. Shirakawa fez sua estreia oficial no ringue da AEW ao derrotar Anna Jay. Durante o evento da Stardom em 2 de junho, a campeã mundial feminina da AEW, "Timeless" Toni Storm, junto com May, apareceu em uma vinheta onde Storm desafiou Mina Shirakawa para uma luta no Forbidden Door pelo Campeonato Mundial Feminino da AEW. No episódio de 5 de junho do Dynamite, Shirakawa aceitou o desafio e a luta foi oficializada. À medida que a trama se desenrolava, May foi retratada como indecisa sobre quem apoiar, Storm ou Shirakawa. No Forbidden Door, em 30 de junho, Storm manteve o título. Após a luta, Storm, May e Shirakawa deixaram de lado suas diferenças com um beijo a três. Pouco depois, May virou-se contra Storm e derrotou-a para se tornar a nova campeã mundial feminina da AEW. Após conquistar o título, May desejou que Shirakawa retornasse para celebrar sua vitória. Shirakawa voltou no Dynamite: Grand Slam em 25 de setembro e, relutantemente, celebrou com May. No Full Gear, em 23 de novembro, May fez a celebração de sua conquista do título com Shirakawa. No entanto, May virou-se contra Shirakawa, que retaliou ao dar um spear em May, jogando-a da plataforma.

## Persona no wrestling
A persona de Shirakawa no wrestling é frequentemente baseada em seu passado como modelo de gravure. Ela foi anunciada como "a Lutadora Gravure H-Cup" e também como "a Venus do Pro Wrestling", um conceito em torno do qual o Club Venus foi criado.
Shirakawa utiliza um Modified Cradle Pin que ela chama de "Glamorous Collection MINA", o "Figure Four Driver Mina", assim como um High-Angle Reverse DDT chamado "Glamorous Driver MINA" como parte de seu arsenal de golpes no wrestling.

## Títulos e prêmios
- Best Body Japan Pro-Wrestling
  - BBW Women's Championship (1 vez, inaugural)
- Pro Wrestling Illustrated
  - PWI a colocou na #16ª posição das 250 melhores lutadoras individuais no PWI Women's 250 em 2024[21]
- Revolution Pro Wrestling
  - RevPro British Women's Championship (1 vez)
- World Wonder Ring Stardom
  - Artist of Stardom Championship (2 vezes) – com Tam Nakano e Unagi Sayaka (1), Maika e Xena (1)[22]
  - Future of Stardom Championship (1 vez)
  - Goddesses of Stardom Championship (1 vez) – com Mariah May
  - Wonder of Stardom Championship (1 vez)[23]